# Ageratum conyzoides
Ageratum conyzoides é uma espécie de planta com flor pertencente à família Asteraceae. No Brasil é também denominada de mentrasto ou erva-de-são-joão.
A autoridade científica da espécie é L., tendo sido publicada em Species Plantarum 2: 839. 1753.

## Portugal
Trata-se de uma espécie presente no território português, nomeadamente os seguintes táxones infraespecíficos:
- Ageratum conyzoides subsp. conyzoides - presente no Arquipélago da Madeira. Em termos de naturalidade é introduzida na região atrás referida. Não se encontra protegida por legislação portuguesa ou da Comunidade Europeia.